# До Основ'яненка
«До Основ'яненка» — вірш-послання Тараса Шевченка 1839 року до Григорія Квітки-Основ'яненка.

## Сюжет
Вірш звернений до Г. Ф. Квітки-Основ'яненка (1778—1843) — українського письменника, прозаїка й драматурга, з творчістю якого Шевченко познайомився завдяки Є. П. Гребінці ще до визволення з кріпацтва; з листа Є. П. Гребінки від 18 листопада 1838 року вперше дізнався про молодого поета й Г. Ф. Квітка. Повість Г. Ф. Квітки-Основ'яненка «Сердешна Оксана», з надісланим Є. П. Гребінці наприкінці 1838-го або на початку 1839 року рукописом якої мав можливість ознайомитися Шевченко, послужила, очевидно, найвагомішим стимулом — поряд із творами на подібну тему в російській літературі — до створення поеми «Катерина».
Послання «До Основ'яненка» написано під враженням нарису Г. Ф. Квітки «Головатый». Невдовзі після створення вірша — наприкінці 1839-го або на початку 1840 року Шевченко, ймовірно, переслав вірш Г. Ф. Квітці-Основ'яненкові у листі до нього за підписом «Перебендя» (лист не відомий), а після виходу в світ свого першого «Кобзаря» надіслав письменникові і його. Відтоді розпочалося їхнє листування, з якого збереглися три Шевченкові й чотири Квітчині листи.
З бігом часу Тарас Шевченко ґрунтовніше підійшов до оцінки діяльності Г. Ф. Квітки-Основ'яненка: віддаючи належне його літературному талантові, поет критично поставився до консерватизму в його світогляді, до його лояльності щодо царизму — рис, особливо виразно виявлених у «Листах до любезних земляків» (Харків, 1839 рік). У передмові 1847 року до нездійсненого видання другого «Кобзаря», характеризуючи тогочасний стан розвитку української літератури, Шевченко писав: «Покійний Основ'яненко дуже добре приглядався на народ, та не прислухався до язика, бо, може, його не чув у колисці од матері…». Високо цінуючи здобутки прози й драматургії письменника, Шевченко не міг не помітити в мові Г. Ф. Квітки надміру бурлескних та сентименталістських стилістичних елементів, які помітно відрізнялися від лаконічного й точного народного способу висловлення. Пізніше, готуючи видання «Кобзаря» 1860 року, Шевченко більш виважено поцінував творчість Г. Ф. Квітки та її значення для розвитку рідної літератури, а первісну назву послання відновив.

## Історія створення та публікації
Вірш вперше надруковано в «Кобзарі» 1840 року (с. 89 — 96). Потім він увійшов до: «Чигиринського Кобзаря і Гайдамаків» 1844 року (с. 28 — 32); рукописної збірки «Wirszy T. Szewczenka» 1844 року, укладеної Я. П. де Бальменом, з виправленнями Шевченка 1845—1846 років; «Кобзар» 1860 (с. 42 — 45).
Збереглася частина чистового автографа вірша (рядки 21 — 65) з рукописної збірки «Поезія Т. Шевченка. Том первий» та фотокопія дальшої частини того ж автографа (рядки 65 — 104) з тієї самої рукописної збірки; а також примірник «Чигиринського Кобзаря і Гайдамаків» 1844 року з виправленнями Шевченка 1859—1860 років. Всі вони зберігаються в Інституті літератури ім. Т. Шевченка.
Вірш датується за часом опублікування в журналі «Отечественные записки» (1839 рік, № 10, стор. 1 — 29) нарису Г. Ф. Квітки-Основ'яненка «Головатый (Материал для истории Малороссии)», який дав поштовх до створення послання Шевченка, орієнтовно: жовтень — грудень 1839 р, С.-Петербург. М. О. Максимович свідчив: «Шевченко написал свое послание „К Основьяненку“, воодушевленный не „Марусею“ и не другими его малороссийскими повестями; он воодушевлен историческим очерком запорожца Головатого, который был написан Квиткою по-русски и напечатан в „Отечественных записках“ 1839 года (это известно мне достоверно из беседы с Шевченком, когда он гостил у меня на Михайловой Горе в июне 1859 года)».
Первісний автограф не відомий. Наприкінці 1839-го або на початку 1840 року Шевченко під псевдонімом «Перебендя» надіслав автограф, нині не відомий, Г. Ф. Квітці-Основ'яненкові. Відгадавши псевдонім після виходу в світ «Кобзаря», Г. Ф. Квітка-Основ'яненко в листі до поета від 23 жовтня 1840 року писав про читання цього рукопису: «А тут і письмечко… не відгадаю від кого. Я узяв та гарненько і розпечатав… А далі як почали вірші читати… так ну!.. […] Дивлюсь… жіночка моя хусточкою очиці втира… „Отсе так, — кажу, — хтось мудро написав і живо всю правду списав… хто ж такий?.. Перебендя… Вгадуй же його, що і хто воно таке є… не знаємо“». Слід думати, що це було послання «До Основ'яненка».
Найраніший відомий текст твору — першодрук у «Кобзарі» 1840 року. У найперших примірниках, надрукованих до 13 квітня, текст послання «До Основ'яненка» повніший, має менші купюри (в рядках 41 — 43, 61 — 62, 68 — 69). В основній частині тиражу, надрукованій кількома днями пізніше, до 17 — 18 квітня, під тиском цензурних вимог текст частково перебрано й переверстано, з нього вилучено ще 18 з половиною рядків (від середини 25 по 43 включно). Квиток на випуск книжки у світ цензор П. О. Корсаков підписав 18 квітня 1840 року. З «Кобзаря» 1840 року послання передруковано в «Чигиринському Кобзарі і Гайдамаках» 1844 року з іншою назвою — «До українського писаки» — та з деякими орфографічними відмінами.
Того ж року з примірника «Кобзаря» 1840 року з повнішим текстом Я. П. де Бальмен переписав вірш (польською транслітерацією) до ілюстрованої ним та М. С. Башиловим рукописної збірки «Wirszy T. Szewczenka». 20 липня 1844 року Я. П. де Бальмен переслав цю збірку В. О. Закревському для передачі Шевченкові.
Твір набув поширення і в інших списках з «Кобзаря» 1840 року: у рукописному «Кобзарі» 1857 року, переписаному І. І. Сердюковим, збірнику без назви й дати, «Кобзарі» та інших.
25 липня 1846 року П. О. Куліш у листі до Шевченка запропонував зробити в його творах ряд виправлень і скорочень: "В посланий «До Основ'яненка» нужно исправить на стр. 92 стих: «На степі казачій». К рифме плаче придется и украинский род: на степу козачім. Далее на 93 стр. Вы превозносите Головатого — лицо не очень важное и мало известное народу и историкам. Не лучше ли напечатать:
Наша пісня, наша дума
Не вмре, не загине;
От де, люди, наша слава,
Слава України!».
Про те, як поставився Шевченко до цих пропозицій, відомостей не збереглося. Після повернення із заслання, готуючи нове видання творів, поет у рукопису «Поезія Т. Шевченка. Том первий» (арк. 13 — 15) створив нову обробку тексту послання. Автограф цей зберігся не повністю — без двадцяти перших (1 — 20) рядків. Поет дав нову назву — «Основ'яненкові», під якою твір згадано у відгуку про рукопис «Поезія Шевченка. Том первий» від 25 липня 1859 року членом Головного управління цензури О. Г. Тройницьким. Шевченко відновив рядки 25 — 43, 61 — 62, 68 — 69, вилучені цензурою у попередніх виданнях «Кобзаря» (1840 і 1844 років), окремі з них, з деякими переробками й відмінами від тексту, надрукованого у найперших примірниках «Кобзаря» 1840 року, де цензурних купюр менше, а текст повніший. Зокрема, рядок 33 «Не вернеться козачество» змінено на «Не вернуться запорожці», рядки 37 — 38 «Україна сиротою Понад Дніпром плаче» — на «Обідрана, сиротою Понад Дніпром плаче». Рядки 49 — 50 («Наш завзятий Головатий Не вмре, не загине») Шевченко переробив на «Наша дума, славослови, Не вмре, не загине». У тій частині автографа, що не збереглася, Шевченко, ймовірно, виправив рядки 12 — 13 «На степі козачій. На тій степі скрізь могили» на «На степу козачім. На тім степу скрізь могили», як їх і надруковано згодом у «Кобзарі» 1860 року.
Оскільки Головне управління цензури 25 липня 1859 року не схвалило рукопису «Поезія Т. Шевченка. Том первий», а дало згоду лише на нове видання раніше друкованих творів Шевченка, новий варіант послання «До Основ'яненка» не ввійшов до нового видання — «Кобзаря» 1860 року. Оригіналом для складання вірша в «Кобзарі» 1860 року послужили аркуші розшитого між 28 листопада та 5 грудня 1859 року рукопису «Поезія Т. Шевченка. Том первий», виправлені Д. С. Каменецьким. Д. С. Каменецький відновив назву «До Основ'яненка», викреслив рядки 25 — 43, 61 — 62, вилучені цензурою у «Кобзарі» 1840 року, в основному узгодив текст із дозволеним до видання Головним управлінням цензури 25 липня 1859 року друкованим текстом «Чигиринського Кобзаря і Гайдамаків» 1844 року, але подекуди зберіг новостворені варіанти рукопису «Поезія Т. Шевченка. Том первий» (рядки 33, 37), які увійшли до «Кобзаря».
Під час друкування «Кобзаря» 1860 року текст послання «До Основ'яненка» зазнав втручання з боку П. О. Куліша та Д. С. Каменецького. П. О. Куліш, за його власним твердженням, висловленим у листі до П. І. Зуйченка від 1 серпня 1885 року та у листі до О. М. Огоновського від 30 вересня 1889 року, наполягав на своєму варіанті цього рядка. У листі до О. М. Огоновського він, зокрема, писав: «Тоді він (Шевченко) так уже вчадів од нашого кадила, що суперечувавсь против моєї поправки; та я, шануючи рідну поезію над самого поета, звелів печатати не по-дурному, і Тарас мовчав уже про те, що зошпетив був Головатим увесь той стихотвір». Очевидно, на вимогу П. О. Куліша Д. С. Каменецький виправив «славослови» на «наша пісня».
Поки друкувався «Кобзар» 1860 року (з початку грудня 1859-го до середини січня 1860 року), Шевченко правив текст «До Основ'яненка» у примірнику «Чигиринського Кобзаря і Гайдамаків» 1844 року, що був повернутий йому з Петербурзького цензурного комітету і став його авторським робочим примірником. Друкований заголовок «До українського писаки» він виправив спочатку на «До Основ'яненка», а потім — на «Основ'яненкові».
Ймовірно, саме від Шевченка походять рукописні вставки на місці цензурних купюр, зроблені в примірниках «Кобзаря» 1860 року з дарчими написами Ф. М. Лазаревському, І. М. Лазаревському, Н. В. Тарновській, Марку Вовчку, К. В. Ґалаґан. Перші два тексти дуже близькі між собою, а також зі списком І. М. Лазаревського, виконаним на основі «Чигиринського Кобзаря» 1844 року. Вставки у «Кобзарях» з дарчими написами поета Н. В. Тарновській і К. В. Ґалаґан тотожні.
За невідомими, текстуально близькими між собою джерелами зроблено списки у рукописному «Кобзарі» 1861 року, що належав І. Левченку; збірці «Сочинения Т. Шевченка» 1862 року; примірнику «Кобзаря» 1860 року, що належав Л. Г. Лопатинському, з дописками невідомою рукою; рукописному «Кобзарі» 1863—1867 років; збірці 1866 року.

## Культурні інтерпретації
Цензурну історію вірша та історію його тексту дослідив В. С. Бородін.
Музику до твору писали М. В. Лисенко, Г. М. Давидовський, Я. С. Степовий, Е. В. Драч та інші.